# Wer andern keine Liebe gönnt
Wer andern keine Liebe gönnt (Originaltitel: The Passionate Plumber) ist eine US-amerikanische Filmkomödie aus dem Jahr 1932 von Edward Sedgwick mit Buster Keaton und Jimmy Durante in den Hauptrollen. Der Film wurde von Metro-Goldwyn-Mayer produziert und zählt zu den Pre-Code-Filmen. Er basiert auf dem Bühnenstück Dans sa candeur naïve von Jacques Deval und ist eine Neuverfilmung des Stummfilms The Cardboard Lover von Robert Z. Leonard. Eine weitere Verfilmung des Stücks erfolgte 1943 mit Her Cardboard Lover von George Cukor.

## Handlung
Julius McCracken, der Chauffeur der Pariser Prominenten Patricia Jardine, beauftragt den Klempner Elmer Tuttle mit der Reparatur einer Dusche. Patricia ist in Tony Lagorce verliebt, der ihr jedoch erklärt, dass er mit Nina Estrados verheiratet sei. Tony treibt ein falsches Spiel, er ist nicht verheiratet. Nina erklärt er dasselbe, nur mit Patricia in der Rolle seiner angeblichen Ehefrau.
Als Tony Patricia besucht, sieht er Elmer aus ihrer Dusche kommen. Der eifersüchtige Tony fordert Elmer zu einem Duell, welches unentschieden endet. Auf einem Kostümfest will Elmer einem General eine von ihm erfundene Pistole zeigen. Der General glaubt, Elmer sei ein Attentäter und flüchtet. Elmer hat sich in Patricia verliebt und benötigt Geld, welches er hofft mit seiner Erfindung verdienen zu können. Patricia nimmt Elmer, von Tony argwöhnisch beobachtet, zu einem Spieltisch mit. Dorthin hat sich auch der General geflüchtet, der wieder um sein Leben bangt.
Später lässt Patricia Elmer durch Julius zu sich bringen. Er soll ihren Liebhaber mimen, um Tony loszuwerden, da sie befürchtet, seinem Charme zu erliegen. Als Tony zu Besuch kommt, will er mit ihr ausgehen. Nun erscheint Elmer und küsst Patricia, der eifersüchtige Tony geht. Elmer hält die Nacht über Wache vor Patricias Schlafzimmertür. Patricia ist genervt, aber sie wird Elmer einfach nicht los, auch nicht mit der Hilfe ihrer Bediensteten Albine. Als ihre Tante Charlotte zu Besuch kommt, gibt sich Elmer als ihr Arzt aus, um ihrem Ruf nicht zu schaden und die argwöhnische Tante zu beschwichtigen.
Elmer verlässt Patricias Haus, diese schleicht sich ebenfalls heimlich hinaus um Tony aufzusuchen. Elmer hat jedoch Tony telefonisch zu Patricia bestellt, Patricia hat Tony nicht angetroffen und kehrt zurück. Zu Hause trifft sie auf die wütende Nina. Noch bevor Tony erscheint, ist beiden Frauen klar, dass sie von Tony betrogen wurden. Sie verstecken sich und lauschen, als Tony Elmer erklärt, wie er bei seinen Affären vorgeht. Patricia und Nina verlassen ihr Versteck, es kommt zu einem Tumult, bei dem der Großteil von Patricias Mobiliar zu Bruch geht. Tony kann das Haus verlassen, gefolgt von Nina, die es doch mit ihm versuchen will. Patricia und Elmer werden ein Paar, ebenso Julius und Albine.

## Produktion
Die Dreharbeiten begannen Anfang Dezember 1931 in den MGM-Studios in Culver City.

## Stab und Besetzung
Cedric Gibbons war der Art Director, Douglas Shearer der verantwortliche Tontechniker.
In einer kleinen nicht im Abspann erwähnten Nebenrolle trat Edward Brophy auf.
Das Produktionsstudio MGM versuchte mit diesem Film Keaton und Durante als Komikerpaar zu etablieren. Zusammen drehten beide noch zwei weitere Filme.

## Veröffentlichung
Die Premiere des Films fand am 6. Februar 1932 statt. In Deutschland kam er 1933 in die Kinos.

## Kritiken
Das Lexikon des internationalen Films schrieb: „Frühe Tonfilm-Komödie, in der Buster Keaton zum ersten Mal mit dem Komödianten Jimmy Durante als Duo agiert, was hier durch die Nähe von Keatons Figur zu seiner Stummfilm-Persona noch am besten funktioniert. Die dünne Handlung dagegen weckt kaum Interesse und bleibt auf niederem Farce-Niveau.“
Die The New York Times lobte den Film als schelmische Interpretation von Devals Bühnenstück, ein gut gemachter Vertreter des Humors der Geschirrwerf-Schule.